# Ich bei Tag und Du bei Nacht
Ich bei Tag und Du bei Nacht ist eine romantische Filmkomödie von Ludwig Berger aus dem Jahre 1932.

## Handlung
Grete arbeitet in einem Maniküre-Salon und wohnt bei der ehemaligen Theaterschauspielerin Frau Seidelbast zur Untermiete. Tagsüber, wenn Grete arbeitet, ist das Zimmer an Hans vermietet, der Kellner im Nachtlokal „Casanova“ ist und erst morgens zum Schlafen kommt. Grete und Hans haben sich noch nie gesehen. Eines Tages lernen sich die beiden kennen und verlieben sich ineinander, ohne zu wissen, dass sie bereits das Zimmer teilen. Bis zu Aufklärung und Happy End kommt es zu zahlreichen Verwechselungen.

## Hintergrund
Die Musik schrieb der Komponist Werner Richard Heymann. Die Texte zu den Liedern schrieb Robert Gilbert. Gemeinsam schrieben sie auch zahlreiche Hits für die populären Comedian Harmonists, die in diesem Film einen „Gastauftritt“ – in Form einer abgespielten Schallplatte –  haben. Weitere Titel singen in dieser musikalischen Komödie auch Willy Fritsch und Käthe von Nagy. Der Sänger Leo Monosson ist bei einem Auftritt zu sehen und zu hören.
Produziert wurde Ich bei Tag und Du bei Nacht von einem der bedeutendsten Filmproduzenten der deutschen Filmgeschichte, Erich Pommer. Er war für große und filmhistorisch wichtige Produktionen wie Die Nibelungen, Der letzte Mann, Metropolis, Frau im Mond, Der blaue Engel, Der Kongreß tanzt und viele mehr verantwortlich.
Die Dreharbeiten zu diesem Film fanden von August bis Ende Oktober 1932 in den Ufa-Ateliers Neubabelsberg, dem heutigen Studio Babelsberg, in Potsdam statt. Außenaufnahmen entstanden am Schloss Sanssouci von Friedrich dem Großen, wo auch Teile der Handlung spielen. Die Bauten des Films stammen von Otto Hunte. Die Uraufführung erfolgte am 18. November 1932 im Ufa-Palast in Hamburg. Am 29. November 1932 erlebte der Film seine Berliner Premiere.
Der Film wurde gleichzeitig in einer französischen und englischen Sprachfassung unter der Regie Bergers hergestellt. In der französischen Version wiederholte Käthe von Nagy ihre Rolle, den Part von Willy Fritsch übernahm Fernand Gravey. Die Erstaufführung erfolgte unter dem Titel À moi le jour, à toi la nuit am 23. Dezember 1932.
In der englischen Version Early to Bed spielte ebenfalls Fernand Gravey die männliche Hauptrolle, diesmal an der Seite von Heather Angel. Diese Fassung hatte am 27. November 1933 ihre Premiere.

## Kritiken
- Lexikon des internationalen Films: Eine vergnügliche musikalische Komödie mit parodistischen Elementen vor dem Hintergrund der Wirtschaftsdepression.[1]

## Filmmusik/Lieder
- Wenn ich Sonntags in mein Kino geh...Käthe von Nagy
- Wenn du nicht kommst, dann haben die Rosen umsonst geblüht!..Walther Ludwig, Ursula van Diemen